# Абляционная защита

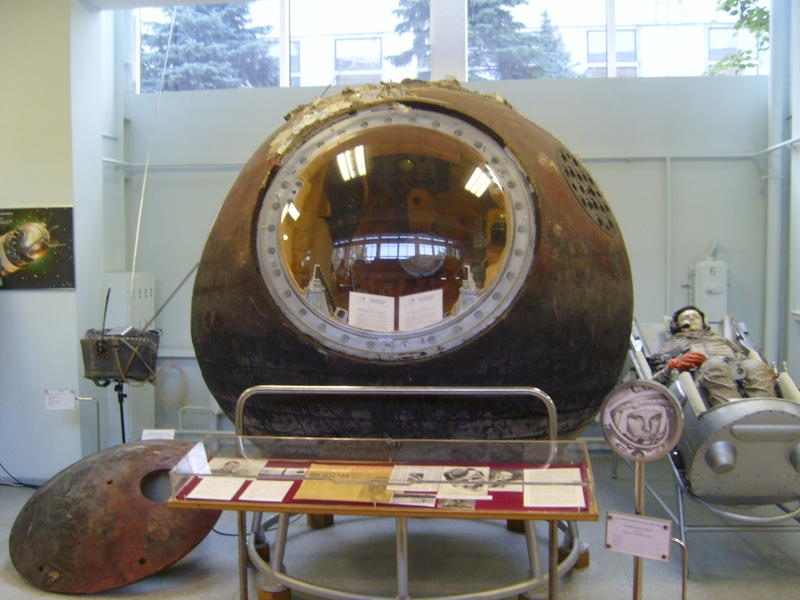
Спускаемый аппарат космического корабля «Восток-1», на котором Юрий Гагарин совершил космический полёт. На внешней поверхности остатки абляционного покрытия чёрно-коричневого цвета.

Абляционная защита (от лат. ablatio — отнятие; унос массы) — технология защиты космических кораблей, теплозащита на основе абляционных материалов, конструктивно состоит из силового набора элементов (асбестотекстолитовые кольца) и «обмазки», состоящей из фенолформальдегидных смол или похожих по свойствам материалов.
Теплозащитное действие абляционных материалов основано не столько на уносе вещества с поверхности твёрдого тела потоком горячего газа, сколько на перестройке пограничного слоя, значительно уменьшающего теплопередачу к защищаемой поверхности.
Абляционная теплозащита использовалась в конструкции всех спускаемых аппаратов с первых лет развития космонавтики — в сериях кораблей «Восток», «Восход», «Меркурий», «Джемини», «Аполлон», «ТКС», в космических аппаратах «Стардаст» и «Марсианская научная лаборатория», продолжает использоваться в кораблях «Союз», «Шэньчжоу» и SpaceX «Dragon».
Абляционное покрытие также используется для защиты камеры сгорания и сопла жидкостных ракетных двигателей от перегрева.
Альтернативой абляционной теплозащите является использование термостойких теплозащитных плиток («Шаттл», «Буран»).
Разделяют виды абляционных материалов:
- разлагающиеся (политетрафторэтилен, полиэтилен и др.),
- сублимирующиеся (напр., графит),
- плавящиеся (кварц, пенокерамика и др.)[3][4].

## Абляционная защита в фантастике
- В вымышленной вселенной «Звёздный путь» абляционная (аблятивная) броня используется для защиты от лучевого оружия.
- В игре Mass Effect абляционные материалы применяются для укрепления брони[5].